# John McLeod Campbell
John McLeod Campbell, född 4 maj 1800 och död 27 februari 1872, var en skotsk teolog.
John McLeod Campbell blev kyrkoherde i Row 1825, avsattes 1831 på grund av bristande renlärighet angående försoningen. 1856 utkom Campbells berömda arbete The nature of atonement, som utgått i flera upplagor och ahft stort inflytande på följande skrifter om försoningen. Campbell fortsatte att predika i Glasgow och blev mot slutet av sitt liv erkänd som en av Skottlands främsta teologer.